# ستيفن والش (منافس ألعاب قوى)
ستيفن والش (بالإنجليزية: Stephen Walsh) هو منافس ألعاب قوى نيوزيلندي، ولد في 17 ديسمبر 1960.

## وصلات خارجية
- ستيفن والش على موقع الاتحاد الدولي لألعاب القوى (الإنجليزية)
- ستيفن والش على موقع اللجنة الأولمبية الدولية (الإنجليزية)
- ستيفن والش على موقع أوليمبيديا (الإنجليزية)
- ستيفن والش على موقع اللجنة الأولمبية النيوزيلندية (الإنجليزية)